# Kohleria inaequalis
Kohleria inaequalis är en tvåhjärtbladig växtart som först beskrevs av George Bentham, och fick sitt nu gällande namn av Wiehler. Kohleria inaequalis ingår i släktet Kohleria och familjen Gesneriaceae.

## Underarter
Arten delas in i följande underarter:
- K. i. inaequalis
- K. i. lindenii
- K. i. ocellata

## Bildgalleri

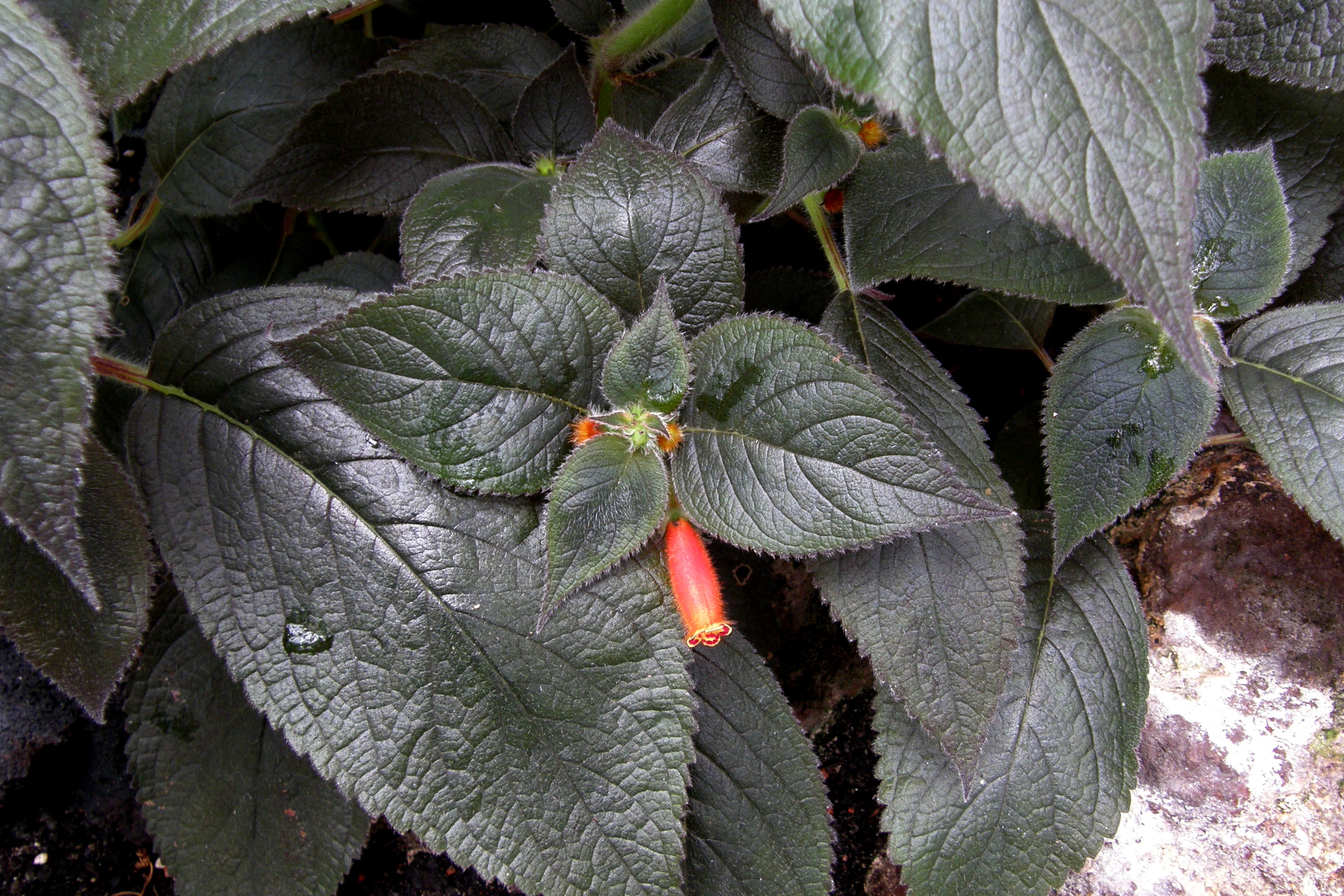